# Parafia św. Michała Archanioła w Katowicach
Parafia Świętego Michała Archanioła w Katowicach – rzymskokatolicka parafia należąca do dekanatu Katowice-Śródmieście, erygowana 21 lutego 1981. Należy do niej osiedle Brynów.

## Historia
W 1938 roku przeniesiono z Syryni drewniany, zabytkowy kościół z 1510 z wolno stojącą drewnianą wieżą z XVII wieku. Poświęcono go 18 maja 1958 roku i  utworzono ośrodek duszpasterski dla części nowo powstającego osiedla Brynów, które należało do parafii świętych Apostołów Piotra i Pawła w Katowicach. Parafia została erygowana 21 lutego 1981 roku.  
Parafia dysponuje dwoma kościołami: pw. św. Michała Archanioła i pw. Matki Kościoła Niepokalanej Jutrzenki Wolności z towarzyszącą kaplicą Miłosierdzia Bożego. 

## Proboszczowie
rektorzy
- ks. Józef Skornia (1959–1965)
- ks. Jerzy Strzyż (1965–1970)
- ks. Marian Michalik (1970–1980)
- ks. Henryk Bolczyk (1980–1981)

proboszczowie
- ks. Henryk Bolczyk  (1981–1992)
- ks. Władysław Kolorz (1992–2012)
- ks. Henryk Bolczyk (2012–)